# Eleição municipal de São Pedro da Aldeia em 2024
A eleição municipal da cidade brasileira de São Pedro da Aldeia em 2024 ocorreu no dia 6 de outubro (primeiro turno) com o objetivo de eleger um prefeito, um vice-prefeito e 10 vereadores responsáveis pela administração da cidade no mandato a se iniciar em 1° de janeiro de 2025 e com término em 31 de dezembro de 2028. Como o município não possui 200 mil eleitores, a disputa foi realizada em turno único. O prefeito titular era Fábio do Pastel, do PL, eleito pelo PODE em 2020. Conforme a legislação eleitoral, Fábio esteve apto para disputar a reeleição.
No primeiro turno, realizado em 6 de outubro, Fábio do Pastel, candidato pelo PL, foi reeleito com 40.466 votos (76,28% dos votos válidos), enquanto Cláudio Chumbinho, candidato pelo Republicanos, obteve 6.322 votos (11,92%). Pela Câmara Municipal, Mislene de André, do PL, foi a vereadora mais votada da cidade, recebendo 2.081 votos (3,89% dos votos válidos);  os partidos que mais obtiveram cadeiras na câmara legislativa foram PL, Republicanos, PP e Solidariedade, com dois cada.

## Calendário eleitoral
| Início        | Fim           | Atividades | Status    |
| ------------- | ------------- | --- | --------- |
| 7 de março    | 5 de abril    | Janela partidária para vereadores trocarem de partido visando concorrer às eleições sem perder o mandato. | Realizado |
| 6 de abril    | 6 de abril    | Data-limite para todas as legendas e federações partidárias obterem o registro dos estatutos no TSE e para todos os candidatos terem domicílio eleitoral na circunscrição em que desejam disputar as eleições com a filiação deferida pelo partido. | Realizado |
| 15 de maio    | 15 de maio    | Início da campanha de arrecadação prévia de recursos na modalidade de financiamento coletivo para pré-candidatos, sem realização de pedidos de voto e obedecendo a regras relativas à propaganda eleitoral na Internet.                             | Realizado |
| 20 de julho   | 5 de agosto   | Realização de convenções partidárias para deliberar sobre coligações e escolher candidatos às prefeituras e aos cargos de vereador. Os partidos têm até 15 de agosto para registrar os nomes na Justiça Eleitoral.                                  | Realizado |
| 16 de agosto  | 16 de agosto  | Início das campanhas eleitorais de forma igualitária, podendo qualquer publicidade ou manifestação com pedido explícito de voto antes da data ser considerada irregular e multada.                                                                  | Realizado |
| 30 de agosto  | 3 de outubro  | Veiculação da propaganda eleitoral gratuita no rádio e na televisão. | Realizado |
| 6 de outubro  | 6 de outubro  | Realização do primeiro turno das eleições municipais. | Realizado |
| 11 de outubro | 25 de outubro | Veiculação da propaganda eleitoral gratuita no rádio e na televisão para o segundo turno. | Realizado |
| 27 de outubro | 27 de outubro | Realização de um eventual segundo turno nas cidades com mais de 200 mil eleitores em que o candidato a prefeito mais votado não tenha atingido a metade mais um dos votos válidos.                                                                  | Realizado |

## Candidatos à prefeitura
| Nº | Prefeito(a)  | Prefeito(a)       | Prefeito(a)              | Prefeito(a)                                                     | Vice-prefeito | Vice-prefeito | Vice-prefeito     | Vice-prefeito       | Vice-prefeito                                                        | Coligação                                                                              | Ref.         |
| Nº | Candidato(a) | Candidato(a)      | Partido Federação        | Cargos relevantes                                               | Candidato     | Candidato     | Candidato         | Partido Federação   | Cargos relevantes                                                    | Coligação                                                                              | Ref.         |
| -- | ------------ | ----------------- | ------------------------ | --------------------------------------------------------------- | ------------- | ------------- | ----------------- | ------------------- | -------------------------------------------------------------------- | -------------------------------------------------------------------------------------- | ------------ |
| 10 |              | Cláudio Chumbinho | Republicanos             | - Prefeito de São Pedro da Aldeia (2013–2020); - Empresário     |               |               | Paulo Martins     | Republicanos        | - Corretor de Imóveis, Seguros, Títulos e Valores                    | Voltando ao Rumo Certo - Republicanos - PRTB - Agir - PSB - FE Brasil (PT, PCdoB e PV) | [ 7 ]        |
| 22 |              | Fábio do Pastel   | PL                       | - Empresário; - Prefeito de São Pedro da Aldeia (2021–presente) |               |               | Dr. Júlio Queiroz | UNIÃO               | - Odontólogo; - Vice-prefeito de São Pedro da Aldeia (2021–presente) | São Pedro Não Pode Voltar Atrás - PL - UNIÃO - PP - MDB - PODE - PSD - Solidariedade   | [ 8 ] [ 9 ]  |
| 25 |              | Marcelo do IAT    | PRD                      | - Advogado                                                      |               |               | Fabio Arruda      | PRD                 | - Membro das Forças Armadas                                          | Sem coligação                                                                          | [ 7 ]        |
| 45 |              | Bia               | PSDB Fed. PSDB Cidadania | - Professora                                                    |               |               | Flávio Calixto    | Avante              | - Empresário                                                         | Nosso Compromisso é com o Município - Fed. PSDB Cidadania - PDT - DC - Avante - PMB    | [ 8 ] [ 10 ] |
| 50 |              | Sandra Autuori    | PSOL Fed. PSOL REDE      | - Psicóloga                                                     |               |               | Patryck Pereira   | PSOL Fed. PSOL REDE | - Embalador e empacotador                                            | Sem coligação                                                                          | [ 8 ]        |

### Candidaturas canceladas
- Elizangela Lobo (PODE) – Abriu mão da candidatura a fim de disputar uma cadeira na Câmara Municipal.

- Dr. Wanderson Carvalho (PSDB) – Retirou sua candidatura a vice-prefeito da chapa de Bia em 26 de agosto.[11]

## Pesquisas eleitorais
As pesquisas buscam analisar como seria o resultado da eleição se ela ocorresse no dia em que os dados dos entrevistados foram coletados, não tendo como objetivo pela porcentagem de confiança, prever o resultado final da eleição.
| Fonte            | Data(s) conduzida(s) | Amostragem | do Pastel PL | Chumbinho Republicanos | Bia PSDB | do IAT PRD | Autuori PSOL | Abst. Indec. | Vantagem | Ref.   |    |    |    |     |     |        |
| ---------------- | -------------------- | ---------- | ------------ | ---------------------- | -------- | ---------- | ------------ | ------------ | -------- | ------ | -- | -- | -- | --- | --- | ------ |
| Fonte            | Data(s) conduzida(s) | Amostragem | Ágora        | 12-13/Set/2024         | 400      | 63%        | 13%          | Abst. Indec. | Vantagem | Ref.   | 9% | 1% | 1% | 12% | 50% | [ 12 ] |
| 55%              | 9%                   | 6%         | Ágora        | 12-13/Set/2024         | 400      | 0,5%       | –            | 27%          | 46%      |        |    |    |    |     |     | [ 12 ] |
| Factum           | 23-24/Ago/2024       | 382        | 56%          | 13,1%                  | 13,6%    | 2,1%       | 1%           | 30,1%        | 42,4%    | [ 13 ] |    |    |    |     |     |        |
|                  |                      |            |              |                        |          |            |              |              |          |        |    |    |    |     |     |        |
| Fonte            | Data(s) conduzida(s) | Amostragem | do Pastel PL | Chumbinho Republicanos | Bia MDB  | Lobo PODE  | Outros       | Abst. Indec. | Vantagem | Ref.   |    |    |    |     |     |        |
| Fonte            | Data(s) conduzida(s) | Amostragem |              |                        |          |            | Outros       | Abst. Indec. | Vantagem | Ref.   |    |    |    |     |     |        |
| Paraná Pesquisas | 01-06/Fev/2024       | 600        | 57,2%        | 13,5%                  | 13,5%    | 6,8%       | –            | 9%           | 43,7%    | [ 14 ] |    |    |    |     |     |        |
| Paraná Pesquisas | 01-06/Fev/2024       | 600        | 35,2%        | 3,7%                   | 3%       | 1%         | 0,8%         | 56,3%        | 31,5%    | [ 14 ] |    |    |    |     |     |        |

## Resultados

### Prefeito
| Candidato(a) a prefeito(a) | Candidato(a) a prefeito(a)       | Candidato a vice-prefeito    | Primeiro turno 6 de outubro de 2024 | Primeiro turno 6 de outubro de 2024 |
| Candidato(a) a prefeito(a) | Candidato(a) a prefeito(a)       | Candidato a vice-prefeito    | Total                               | %                                   |
| -------------------------- | -------------------------------- | ---------------------------- | ----------------------------------- | ----------------------------------- |
|                            | Fábio do Pastel (PL)             | Dr. Júlio Queiroz (UNIÃO)    | 40.466                              | 76,28%                              |
|                            | Cláudio Chumbinho (Republicanos) | Paulo Martins (Republicanos) | 6.322                               | 11,92%                              |
|                            | Bia (PSDB)                       | Flávio Calixto (Avante)      | 4.967                               | 9,36%                               |
|                            | Marcelo do IAT (PRD)             | Fabio Arruda (PRD)           | 780                                 | 1,49%                               |
|                            | Sandra Autuori (PSOL)            | Patryck Pereira (PSOL)       | 505                                 | 0,95%                               |
| Total de votos válidos     | Total de votos válidos           | Total de votos válidos       | 53.049                              | 53.049                              |
| Votos apurados             |                                  |                              |                                     |                                     |
| Votos válidos              | Votos válidos                    | Votos válidos                | 53.049                              | 94,37%                              |
| Votos em branco            | Votos em branco                  | Votos em branco              | 1.368                               | 2,43%                               |
| Votos nulos                | Votos nulos                      | Votos nulos                  | 1.799                               | 3,20%                               |
| Total de votos apurados    | Total de votos apurados          | Total de votos apurados      | 56.216                              | 56.216                              |
| Eleitores                  |                                  |                              |                                     |                                     |
| Comparecimentos            | Comparecimentos                  | Comparecimentos              | 56.216                              | 76,29%                              |
| Abstenções                 | Abstenções                       | Abstenções                   | 17.474                              | 23,71%                              |
| Total de eleitores aptos   | Total de eleitores aptos         | Total de eleitores aptos     | 73.630                              | 73.630                              |
| Total de seções: 224       |                                  |                              |                                     |                                     |
| Fontes:                    |                                  |                              |                                     |                                     |

### Vereadores eleitos
| Candidato(a) | Candidato(a)          | Partido       | Votos | %     |
| ------------ | --------------------- | ------------- | ----- | ----- |
|              | Mislene de André      | PL            | 2.081 | 3,89% |
|              | Pedro Abreu           | Republicanos  | 1.866 | 3,49% |
|              | Vitinho de Zé Maia    | MDB           | 1.752 | 3,27% |
|              | Professor Jean Pierre | PP            | 1.724 | 3,22% |
|              | Moisés Batista        | Solidariedade | 1.708 | 3,19% |
|              | Zezinho Martins       | Republicanos  | 1.550 | 2,90% |
|              | Marcio Soares         | PL            | 1.384 | 2,59% |
|              | Paulo Santana         | Republicanos  | 1.382 | 2,58% |
|              | Fernando Mistura      | Solidariedade | 1.365 | 2,55% |
|              | Jackson Souza         | PODE          | 1.213 | 2,27% |